# Flota bizantină

Însemnele imperiale (basilikon phlamoulon) ale forțelor navale bizantine din secolul al XIV-lea.

Flota bizantină (Ῥωμαῖκό ναυτικό: Rhômaiko nautiko) sau Marina bizantină a fost forța navală a Imperiului Roman de Răsărit. Ca și imperiul în sine, flota s-a dezvoltat inițial pe baza celei romane, dar în comparație cu predecesoarea sa a avut un rol mai important în apărarea imperiului. Marina bizantină a avut un rol vital pentru existența imperiului, pe care mulți istorici l-au descris ca fiind un „imperiu maritim”.
Flota bizantină a folosit bărci agile, dar și nave de luptă speciale (dromonul) și a folosit arme puternice noi cum ar fi focul grecesc.
Flota bizantină și-a continuat activitățile până la prăbușirea finală a imperiului în mai 1453.